# 878
Cette page concerne l'année 878  du calendrier julien. Pour l'année 878 av. J.-C., voir 878 av. J.-C.
L'année 878 est une année commune qui commence un mercredi.

## Événements
- Avril : Ahmad Ibn Touloun entre dans Damas[1]. Après avoir battu les troupes du calife, il envahit la Palestine et la Syrie. Les troupes égyptiennes marchent de Ramla vers Damas, Homs et Alep sans rencontrer d'opposition. Antioche est prise après un court siège[2].
- Août - septembre[3] : en Irak, les Zandj prennent Wasit[4].
- Septembre - octobre[5] : le gouverneur d'Alep, Sima al-Tawil, qui résistait dans Antioche, est tué[4]. Ahmad Ibn Touloun avance jusqu'à Tarse. Mal accueilli par la population, il retourne en Égypte après avoir appris la révolte de son fils al-Abbās[6].

- Basile Ier bat les Arabes à la bataille des Portes ciliciennes[7].

- En Chine, Huang Chao prend la tête des paysans révoltés à la mort de Wang Xianzhi[8] puis les dirige vers le sud où il pillent le port de Fuzhou puis celui de Canton (879)[9] dont ils massacrent la population.
- Les Turcs fédérés des Ordos, les Shatuo ou Tchöl s’installent au nord du Shanxi, à la faveur de la guerre civile en Chine[10].
- Guerre en Inde du Sud entre Aparajita, roi des Pallava du Nord et son oncle Nrpatunga. Aparajita, allié au roi Chola Aditya bat son oncle allié aux Pandya à la bataille de Sripurambiyam près de Kumbakonam vers 880[11]. Le roi Chola Aditya en profite pour occuper la vallée de la Kâverî, puis en 894, du territoire des Pallava du Nord[12].

### Europe
- 6 janvier : le Danois Guthrum, installé à Cambridge, envahit le Wessex et prend Chippenham[13], pendant qu’une flotte viking débarque dans le sud-ouest de l’Angleterre. Alfred le Grand, roi du Wessex, est attaqué la veille de l’épiphanie et l’effet de surprise est total.

- Mars : Lambert de Spolète et Adalbert de Toscane, partisans de Carloman de Bavière pour le titre d'empereur, assiègent le pape Jean VIII à Rome et forcent la population à reconnaître Carloman[14].

- 6-12 mai : le roi du Wessex Alfred le Grand remporte la bataille d'Ethandun contre les Vikings de Guthrum[15]. Les Danois sont contraints d’accepter la paix de Wedmore[16]. Alfred le Grand prend le titre de roi des Anglo-Saxons (878-899). Il crée une armée, une flotte et un code de droit commun à tous les saxons de l’Ouest, concrétisant l’unité nationale[17]. L'Est-Anglie (East Anglia) devient un royaume danois intégré au Danelaw. Le chef danois Guthrum se convertit au christianisme (il prend le nom d'Æthelstan) puis dirige ses attaques vers l’Est-Anglie, où il distribue des terres à ses hommes (880-890)[18].

- 11 mai : le pape Jean VIII se réfugie à Arles auprès de Boson de Provence[19].
- 21 mai : les Arabes s'emparent de Syracuse après dix mois de siège[20]. Byzance ne conserve en Sicile que Taormine (fin en 902).

- 11 août : ouverture du concile de Troyes. Le pape Jean VIII, chassé à la fois par les Sarrasins et les clercs romains, vient demander de l'aide en Francie occidentale. Il ouvre un concile à Troyes, auquel les princes rechignent à se rendre[21].

- 7 septembre : à Troyes, le pape Jean VIII sacre et couronne une deuxième fois Louis II le Bègue, mais refuse de couronner Adélaïde de Frioul, peut-être à cause de la répudiation d'Ansgarde de Bourgogne[21].
- 11 septembre, Troyes : Bernard de Gothie est dépossédé de ses dignités lors d'un banquet chez Boson où sont invités le roi Louis le Bègue et ses principaux conseillers[22].
  - À la mort de Bernard de Gothie, Bernard Plantevelue obtient la Septimanie, le Berry, l’Autunois, et peut-être le Poitou.
  - Wilfred le Velu, dernier comte de Barcelone nommé par le roi de Francie occidentale fortifie son pouvoir local, s’approprie les droits fiscaux et rend le titre de comte héréditaire. Il se rend quasiment indépendant (880).

- Octobre : Une crue de la Têt détruit le monastère de Saint-André d'Eixalada. Les moines fondent l'abbaye Saint-Michel de Cuxa[23].

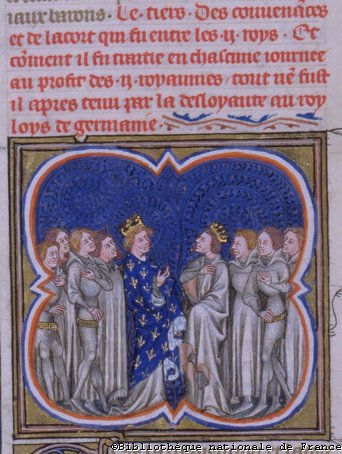
1er-2 novembre : signature du traité de Fouron entre Louis le Bègue, roi de France et Louis le Jeune, roi de Germanie. (FR 2813) fol. 161v. Grandes Chroniques de France de Charles V. France, Paris, XIVe siècle. (60 x 65 mm).

- 1er - 2 novembre : entrevue de Fouron, près de Liège, entre Louis II le Bègue et son cousin Louis le Jeune, roi de Francie orientale pour régler la succession de Lothaire II et de Louis le Germanique. Un traité de paix et d'amitié est signé, confirmant les frontières existantes[24].

- Aed Ier d'Écosse est assassiné à Starthallan. Giric, assisté de son parent et fils adoptif Eochaid, s'empare du trône d'Écosse (fin en 889)[25].
- Baudouin II le Chauve devient comte de Flandre[26] (fin en 919)[27]. Il implante son pouvoir dans le vide créé par les invasions scandinaves. Il s’empare des domaines laissés par les laïcs et les ecclésiastiques et tente d’agrandir ses états vers le sud.
- Siège de Dol par le Viking Hasteinn[28].
- La Dalmatie est érigée en thème entre 867 et 878 avec un stratège résidant à Zadar[29].
- Le pape Jean VIII assure les évêques francs que « ceux qui combattent vaillamment les païens et les infidèles, s’ils périssent avec la piété de la foi catholique, entreront dans le repos de vie éternelle »[30].